# Filippa Duci
Filippa Duci (Piemont, 1520 – Tours, 1586. október 15.) királyi ágyas.

## Élete
1520-ban született Piemont tartomány Moncalieri nevű városkájában, Gian Antonio Duci leányaként. A francia trónörökös, a későbbi  II. Henrik 1537-ben az itáliai háborúk idején néhány éjszakát eltöltött egy piemonti lovász, Filippa bátyjának házában. A 17 éves, vonzó lány már az első találkozásuk alkalmával elbűvölte Henriket. Kapcsolatuk rövid ideig tartott, a trónörökösnek azonban tovább kellett utaznia. Csakhogy Filippa addigra már gyermeket várt tőle. Henrik, amikor tudomást  szerzett erről René de Montmorency-től, aki Moncalieri-ben maradt, meghagyta, hogy gondoskodjanak a leendő anyáról. 1538 nyarán Filippa leánygyermeknek adott életet, akit apja később törvényesített. Diane de France-nak nevezték el és Diane de Poitiers gondjaira bízták. Diane születése sokakat meglepett az udvarnál, ugyanis 1538-ban a trónörökös már 5 éve volt házas, de még nem született gyermeke feleségétől, Medici Katalintól, ezért egyesek nemzőképtelennek gondolták a férfit.
1541-től I. Ferenc francia király (Henrik édesapja) évi 400 livre tournois életjáradékot biztosított Filippának kártérítésképpen, aki végül Touraine régióban telepedett le. Nem sokkal később, valamikor 1546 után Filippa hozzáment egy olasz arisztokratához, Giovanni Bernadino Sanseverino-hoz. Az egykori királyi ágyas 1582-től visszakerült a francia udvarhoz, ahol kinevezték őt az akkor már idősödő és megözvegyült Medici Katalin királyné egyik udvarhölgyévé. Diane de France kitűnő nevelésben részesült, több hangszeren játszott, beszélt olaszul, spanyolul és latinul. Milánó hercegéhez adták feleségül.
Filippa 1586. október 15-én, körülbelül 65 évesen hunyt el Tours mellett.